# Amphi-Ranger
Der RMA Amphi-Ranger 2800 SR ist ein Gelände-Schwimmwagen mit zuschaltbarem Allradantrieb. Der Armaturenhersteller Rheinauer Maschinen- und Armaturenbau GmbH (später Rheinauer Maschinen- und Armaturenbau Faulhaber & Truttenbach KG, danach RMA Rheinau) baute ihn zwischen 1985 und 1995 als Spezialfahrzeug zur Pipeline-Wartung.
Die selbsttragende, wannenförmige Karosserie mit Überrollbügel und anfangs drei, später auch fünf Türen besteht aus seewasserbeständigem, drei, zum Teil auch vier Millimeter starkem Aluminiumblech. Das SR in der Typenbezeichnung steht für seewasserresistent. Angetrieben wird der Wagen von einem Ford-V6-Motor (wie bei den Modellen Granada und Scorpio) mit 2,8 l Hubraum und Vergaser bis 1986, danach gab es Motoren mit 2,9 oder 4 l Hubraum und Benzineinspritzung. Mit dem Motor verbunden ist ein manuell zu schaltendes 4- oder 5-Gang-Getriebe mit 2-Gang-Vorgelege, das die Motorkraft an die Hinterräder weiterleitet, wenn der Allradantrieb abgeschaltet ist. Die minimale Geschwindigkeit gibt der Hersteller mit 3,5 km/h an und die Steigfähigkeit mit 85 % (40°) Wahlweise wurde der Amphi-Ranger mit einer 4-Liter-Maschine und einem Automatikgetriebe angeboten. Alle Räder sind einzeln an Doppelquerlenkern mit Miniblock-Schraubenfedern aufgehängt. Vorder- und Hinterachse sind baugleich. Die Zahnstangenlenkung arbeitet servounterstützt. Als Betriebsbremse dienen Scheibenbremsen an allen Rädern, die Feststellbremse wirkt auf eine Bremsscheibe an der Kardanwelle.
Für die Fahrt im Wasser wird eine Schiffsschraube (Z-Antrieb) elektrisch ausgeklappt. Gelenkt wird mit den Vorderrädern oder mit einem ausklappbaren Heckruder (Sonderausstattung). Die Höchstgeschwindigkeit bei Wasserfahrt beträgt 15 km/h. Der Benzinverbrauch liegt bei knapp 20 l/100 km im Gelände und bis zu 24 l/h im Wasser.
Die Wagen wurden vornehmlich von Pipeline-Betreibern in aller Welt geordert. Für Privatpersonen war das Fahrzeug zwar auch erhältlich, wurde aber sehr selten bestellt. Insgesamt wurden 70 Amphi-Ranger hergestellt. Die hessische Wasserschutzpolizei setzte zwei AmphiRanger  von 1987 bis 2000 am Edersee und am Diemelsee ein. Eines der Fahrzeuge befindet sich seitdem im Polizeioldtimermuseum in Marburg, über den Verbleib des zweiten Fahrzeugs ist nichts bekannt.

## Technische Daten & Messwerte
Die technischen Daten und Messwerte des Amphi-Ranger 2800 SR entstammen einem Test der Zeitschrift Auto, Motor und Sport Herstellerprospekten:
| Hubraum  | Leistung                     | Drehmoment           | Leergewicht | Beschl. 0–100 km/h | Höchstgeschw. | Verbrauch/100 km  | Neupreis  |
| -------- | ---------------------------- | -------------------- | ----------- | ------------------ | ------------- | ----------------- | --------- |
| 2772 cm³ | 99 kW (135 PS) bei 5200/min  | 216 N·m bei 3000/min | 1900 kg     | 18,7 s             | 142 km/h      | 18,8 l (Test)     | 95.000 DM |
| 2933 cm³ | 107 kW (145 PS) bei 5600/min | 222 N·m bei 3000/min | 1900 kg     | 18,7 s             | 145 km/h      | 13/16/18,5 l(DIN) | 95.000 DM |
| 3958 cm³ | 115 kW (157 PS) bei 4200/min | 298 N·m bei 2400/min | 1900 kg     | 18,7 s             | 160 km/h      | 14/17/20 l(DIN)   |           |

Angaben zur Geschwindigkeit und zum Verbrauch beziehen sich auf Straßenfahrten.

## Sonstiges
In der Serie Baywatch – Die Rettungsschwimmer von Malibu, Staffel 2, Folge 21, dient ein Amphi-Ranger dem Antagonisten als Werkzeug für einen Überfall auf See, ebenso versucht er mit dem Fahrzeug auf dem Lande wie zu Wasser der Verhaftung zu entgehen, letztlich erfolglos. Das amtliche (deutsche) Kennzeichen des Amphi-Rangers ist OG-UH 225 und wurde für die Dreharbeiten nicht gegen ein amerikanisches Kennzeichen ausgewechselt.